# 佩爾圖薩門

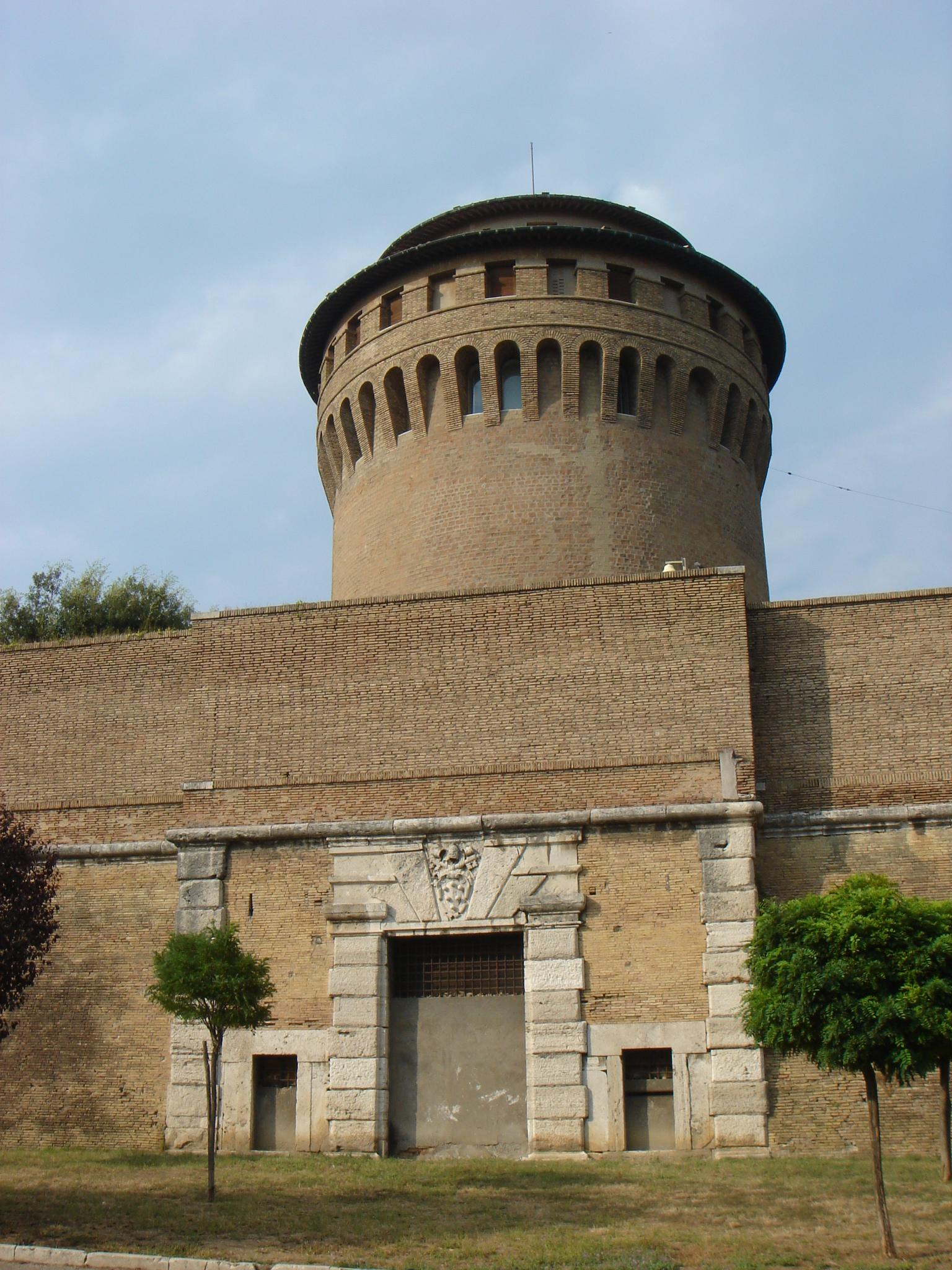

佩爾圖薩門（Porta Pertusa）是羅馬利奧城牆的城門之一。這個城門由三個開口構成。1565年時，城門進行了大規模修復。